# Туфля (деревня)
Туфля — деревня в Монастырщинском районе Смоленской области России. Входит в состав Александровского сельского поселения. По состоянию на 2007 год постоянного населения не имеет. 
Расположена в западной части области в 14 км к юго-западу от Монастырщины, в 48 км западнее автодороги А141 Орёл — Витебск, на берегу реки Вихра. В 50 км восточнее деревни расположена железнодорожная станция Починок на линии Смоленск — Рославль.

## История
В годы Великой Отечественной войны деревня была оккупирована гитлеровскими войсками в июле 1941 года, освобождена в сентябре 1943 года.